# Ted Hendricks
Theodore "Ted" Paul Hendricks (1 de novembro de 1947, Cidade da Guatemala) é um ex-jogador de futebol americano que atuou como linebacker por 15 temporadas na National Football League pelo Baltimore Colts (1969–73), pelo Green Bay Packers (1974) e pelo Oakland/Los Angeles Raiders (1975–83).